# アダルトグッズ
アダルトグッズとは、性的好奇心をそそる物品のこと。
性具（大人のおもちゃ）、ラブグッズなど色々な言葉が使われる。

## 概要
アダルトグッズを販売営業またはレンタル営業することについて、風俗営業法第2条第6項第5号では風俗営業として法規制対象となっている。
風俗営業法施行令第4条では以下のものをアダルトグッズとしている。
- 衣服を脱いだ人の姿態を被写体とする写真又はその複製物で性的好奇心をそそるもの - ポルノ写真
- 衣服を脱いだ人の姿態を被写体とする写真又はその複製物を主たる内容とする写真集で性的好奇心をそそるもの - エロ本
- 衣服を脱いだ人の姿態の映像を主たる内容とするフィルム又はビデオテープ、ビデオディスク、CD-ROMその他電磁的方法等による記録に係る記録媒体で性的好奇心をそそるもの - アダルトビデオやアダルトゲーム、成人向け電子書籍など
- 性具その他の性的な行為の用に供する物品、性器を模した物品で性的好奇心をそそるもの - バイブレーターやオナホールなど
- 性的な行為を表す写真その他の物品又はこれらに類する物品で性的好奇心をそそるもの - 春画、官能小説、抱き枕カバーの一部製品など

アダルトグッズの販売などにおいて18歳未満の者を客としたり雇用したりすることは風俗営業法第28条・第31条の3で禁止されており、これに違反した営業者には1年以下の懲役若しくは100万円以下の罰金に処す、またはこれを併科の刑事罰が規定されている。